# Mike Kohn
Mike Kohn   (Columbia, 26 de maig de 1972) és un pilot de bob estatunidenc, ja retirat, que va competir durant les dècades de 1990 i 2000.
El 2002 va prendre part als Jocs Olímpics d'Hivern de Salt Lake City, on va guanyar la medalla de bronze en la prova de bobs a quatre del programa de bobsleigh. Formà equip amb Brian Shimer, Doug Sharp i Dan Steele. El 2010 va disputar, sense sort, els Jocs de Vancouver.
En el seu palmarès també destaca una medalla de plata al Campionat del món de bob de 2007.
El 2011 va ser nomenat entrenador adjunt de la Federació estatunidenca de Bobsleigh i Skeleton.